# Anatkina annandalei
Anatkina annandalei är en insektsart som först beskrevs av William Lucas Distant 1908.  Anatkina annandalei ingår i släktet Anatkina och familjen dvärgstritar. Inga underarter finns listade i Catalogue of Life.